# Der grüne Heinrich
„Der grüne Heinrich“ von Gottfried Keller ist ein teilweise autobiografischer Roman. Dieser gilt neben Goethes Wilhelm Meister und Stifters Nachsommer als einer der bedeutendsten Bildungsromane der deutschen Literatur des 19. Jahrhunderts. 1993 ist er in der Schweiz verfilmt worden.

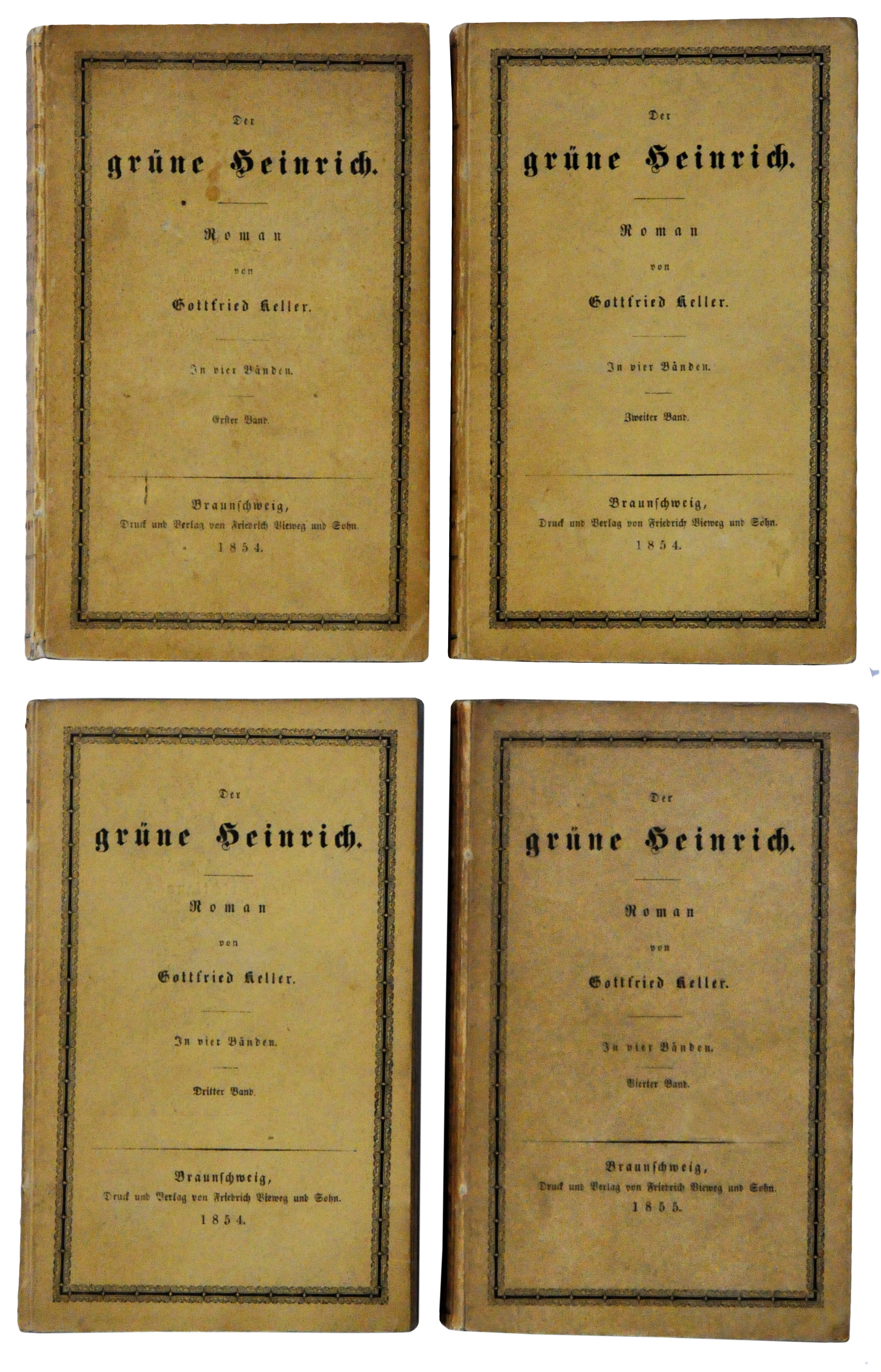
Der grüne Heinrich, Erstdruck

## Entstehung
Gottfried Keller begann seinen Roman zu planen, nachdem er 1842, als Maler gescheitert, aus München nach Zürich zurückgekehrt war. Mit der Niederschrift begann er erst sieben Jahre später, als ihm ein Stipendium Aufenthalte in Heidelberg und Berlin ermöglichte. 1854 erschienen die ersten drei Bände (396, 456 und 359 Seiten), 1855 der vierte Band (483 Seiten), alle im Braunschweiger Vieweg Verlag.
Keller war mit seinem Roman nie glücklich; er beklagte seine „Unförmlichkeit“ und wollte diese ausmerzen. Deshalb erarbeitete er Ende der 1870er Jahre eine zweite Fassung des Romans; sie erschien 1879/80 im Stuttgarter Verlag Göschen. Die ursprüngliche Fassung wird seither als die erste Fassung des Grünen Heinrich bezeichnet.

### Entstehung der zweiten Fassung
Der Schaffensprozess Gottfried Kellers am Grünen Heinrich war so langwierig, dass das Prosawerk den Autor jahrzehntelang begleitete. In der Chronologie der historisch-kritischen Ausgabe wird deutlich, wie viel länger als geplant Keller sowohl an der ersten Fassung als auch an der zweiten Fassung arbeitete und daher in ständigem Konflikt mit seinem Verleger Vieweg stand, der sich gezwungen sah, weitere Kapitel lange vor der Fertigstellung des Romans herauszugeben. Zeitgleich veranlassten den Autor verschiedene Briefwechsel mit u. a. dem befreundeten Literaturhistoriker Hermann Hettner zu einem ständigen Infragestellen seines Romans und zu Plänen einer künftigen Umarbeitung in eine zweite Fassung noch während er die erste schrieb.
Das erste Manuskript zum Grünen Heinrich verfasst Keller 1849 und bekommt damit auch die Zusage des Verlegers Eduard Vieweg über die Publikation von drei Bänden. Sie vereinbaren den Druck des ersten Bandes Ende 1850, Band zwei und drei sollen Anfang 1851 folgen. Ein vierter Band war zu diesem Zeitpunkt nicht vorgesehen. Vieweg fordert in den folgenden Jahren immer wieder die Zusendung weiterer Manuskriptstücke, Keller kommt dem nur sehr verzögert nach und die Publikation des Romans verspätet sich ständig. So verspricht Keller am 5. November 1853, er habe den Grünen Heinrich bis Neujahr fertig verfasst. Dieses gesetzte Ziel von etwa zwei Monaten wirkt geradezu lächerlich, bedenkt man, dass die erste Fassung bereits seit zwei Jahren fertig sein sollte und letztlich erst zwei Jahre später wirklich veröffentlicht wird.
Auch die Überarbeitung von GH I verläuft schleppend. Bereits 1855 gibt es konkrete Überlegungen zu Veränderungen, diese nimmt Keller jedoch erst etwa zwanzig Jahre später wieder auf.

## Handlung in der ersten Fassung
In seiner ersten Fassung beginnt der Roman mit dem Auszug Heinrichs aus der Schweiz. Seine Mutter packt ihm den Koffer, er nimmt Abschied von den Handwerkern, die im Haus der verwitweten Mutter wohnen; es wird deutlich, dass sie alleinstehend ist. Auf der Reise begegnet Heinrich in Süddeutschland einem Grafen mit Frau und Tochter, „überbürgerlichen Wesen“, die ihn faszinieren. In München findet er ein Zimmer, packt seinen Koffer aus – und in demselben befindet sich ein Manuskript, in dem Heinrich seine Kindheitserinnerungen festgehalten hat, und die werden nun eingeblendet (de facto wird zurückgeblendet, wie heute in fast jeder Filmbiografie).

### Heinrichs Jugendgeschichte
Der Protagonist, Heinrich Lee, trägt den Spitznamen „Grüner Heinrich“, weil seine Kinderkleidung aus den grünen Uniformen seines früh verstorbenen Vaters geschneidert wurde. Er wächst bei seiner Mutter in einfachen Verhältnissen auf, besucht mehrere Schulen und wird im Alter von fünfzehn Jahren aufgrund eines Schülerstreichs der Schule verwiesen. Seine Mutter schickt ihn ohne Schulabschluss einen Sommer lang aufs Land zu Verwandten, damit er sich über seine Zukunft klar werden kann. Dieser Besuch ist von zwei Ereignissen geprägt, die sein späteres Leben beeinflussen sollen. Zum einen trifft er die Entscheidung, Landschaftsmaler zu werden, zum anderen lernt er zwei Frauen kennen: Anna, die Tochter eines Lehrers, ein Mädchen in Heinrichs Alter, und Judith, eine etwa dreißigjährige schöne Witwe. Zwischen beiden Frauen ist der junge Heinrich hin- und hergerissen. Die zarte, engelhafte Anna erfüllt ihn mit romantischer, verklärender und idealisierender Liebe, die lebensfrohe, verführerische Judith erweckt seine Sinnlichkeit. Heinrich kann zu keiner der beiden Frauen eine Beziehung aufbauen und die Episode endet, ohne eine Auflösung zu finden, indem Anna zwei Jahre später stirbt und Judith nach Amerika auswandert.
In seine Heimatstadt zurückgekehrt, beginnt Heinrich seine Ausbildung zum Maler im Atelier Habersaat, in welchem Bilder industriell hergestellt werden, weshalb Meister Habersaat relativ wenig Interesse am Künstlerischen zeigt. Erst durch die zufällige Begegnung mit einem deutschen, einst erfolgreichen Künstler namens Römer und nach mehreren Monaten in seiner Lehre lernt Heinrich, genauer zu sehen und Bilder zu malen, welche sich verkaufen lassen. Römer leidet allerdings an Wahnvorstellungen und lebt von geliehenem Geld, das er nicht zurückzahlen kann. Er steht deshalb in gespanntem Verhältnis zu seiner Umgebung, weshalb er trotz großen Talents keine Bilder verkaufen kann. Als ihm das nach einem halben Jahr doch einmal gelingt, reist er nach Paris, wo er in eine Psychiatrie eingewiesen wird. Erwähnenswert ist, dass sich sein gestörtes Verhältnis zum Geld schon in seiner Jugend gezeigt hat.
Heinrich nutzt die Zeit seines Militärdiensts, um seine Jugendgeschichte aufzuschreiben, und verlässt dann die Schweiz, um in München als Maler sein Glück zu suchen.

### Heinrichs Aufenthalt in Deutschland und Rückkehr
In München muss Heinrich feststellen, dass er nicht das nötige Talent besitzt und auch nicht die gewünschte Kunstrichtung trifft, um von der Malerei leben zu können. Wie im Leben, geht es ihm auch in der Malerei so, dass er Fantasie und Wirklichkeit nicht unterscheiden kann. Als das Geld seiner Mutter ausgeht, macht Heinrich während eines Jahres Schulden, welche er durch eine erneute Geldsendung seiner Mutter begleichen kann. Nach Ablauf eines weiteren Jahres muss seine Mutter ihr Haus verpfänden, um seine neuen Schulden zu begleichen. Heinrich begreift nun, dass er so nicht weiter leben kann, und macht mangels Einkommen seine Habe zu Geld: Erst verkauft er seine Flöte, dann seine achtzig Zeichnungen, zum Teil noch in der Schweiz entstanden, weit unter Wert, alles an einen Trödler, der u. a. auch mit Kleinkunst handelt und anscheinend für Heinrichs Zeichnungen einen guten Abnehmer hat. Als auch diese ausgehen, verdient Heinrich seinen Lebensunterhalt mit dem Bemalen der Stangen der zahllosen Fahnen, die der Trödler anlässlich eines Festtages zum Verkauf gewerbsmäßig herstellen lässt. Ironischerweise ist Heinrich nun statt Landschaftsmaler Anmaler von Fahnenstangen geworden. Sein Überleben wird jetzt immer schwieriger, und als ihn ein verzweifelter Brief seiner Mutter erreicht mit der Bitte, er möge heimkehren, und er zusätzlich noch aus seiner Wohnung vertrieben wird, tritt er den Heimweg zu Fuß an.
Heinrichs Aufenthalt in München dauerte insgesamt sieben Jahre. Nach zwei Tagen Marsch Richtung Heimat trifft er, ausgehungert und durchnässt, auf das Haus jenes Grafen, den er schon auf seiner Hinreise kennengelernt hat. Heinrich findet heraus, dass dieser Graf all seine Zeichnungen kaufte. Der Graf bezahlt ihm nun nachträglich einen hohen Preis dafür und bestellt zwei weitere große Bilder. Während Heinrich an diesen arbeitet, verliebt er sich in Dortchen, die Adoptivtochter des Grafen; doch auch zu ihr kann er keine Beziehung aufbauen. Nach einem halben Jahr Aufenthalt trifft er wieder in Zürich ein und kommt gerade rechtzeitig, um der Beerdigung seiner Mutter beizuwohnen. Diese wurde inzwischen ihres Hauses verwiesen und fristete ihr Dasein in großer Armut. Der Schmerz über diesen Verlust und der Liebeskummer um Dortchen überwältigen Heinrich derart, dass er stirbt. Auf seinem Grab wächst „grünes Gras“, welches auch am Schluss noch einmal das Farbmotiv aufnimmt.

## Unterschiede in der zweiten Fassung
Die zweite Fassung (gemeint ist die oben erwähnte letztmals überarbeitete Fassung) unterscheidet sich von der ersten unter anderem dadurch, dass sie chronologisch durcherzählt ist und dass der ganze Roman in der Ich-Perspektive geschrieben ist, und nicht nur Heinrichs Jugendgeschichte. Vor allem aber tritt an die Stelle des tragischen Endes – Keller sprach vom „zypressendunklen Schluss“ seines Romans – ein versöhnlicheres: Nach dem Tod der Mutter bekommt Heinrich ein geregeltes, aber anspruchsloses Amt. Dennoch leidet er an seiner Schuld und spielt mit dem Gedanken, aus dem Leben zu scheiden, als unvermutet Judith aus Amerika zurückkehrt, die von seinem Unglück gehört hat und ihm beistehen will. Beide verbringen gemeinsame Zeit, mal nahe beieinander, mal über längere Zeit örtlich getrennt – bis zu Judiths Tod nach 20 Jahren.

## Vergleich der Schlusskapitel
Konzentriert man sich auf die Unterschiede beider Romane, so sind die deutlichsten inhaltlichen und stilistischen Differenzen eindeutig in den letzten Kapiteln ersichtlich. Im Folgenden wird jeweils die Handlung ab dem 14. Kapitel betrachtet, in beiden Versionen ist dies der Zeitpunkt der endgültigen Heimreise Heinrich Lees, nachdem er in München mit Hilfe des Grafen noch einige Bilder verkauft und das Erbe des „Trödelmännchens“ Joseph Schmalhöfers erhalten hat. Was demzufolge hier als Schluss betrachtet werden soll, umfasst entsprechend in den vorliegenden Ausgaben beider Fassungen 24 bzw. 41 Seiten.25 Das weitaus umfangreichere Ende in GH II lässt bereits vermuten, dass Keller in der Neufassung darauf bedacht war, mehr Handlungsstränge zu Ende zu führen bzw. aufzugreifen und diese ausführlicher zu lösen.

### Inhaltliche Unterschiede: Heimkehr und Tod
Heinrich begibt sich in GH I nach insgesamt sieben Jahren Abwesenheit auf den Heimweg, macht aber aufgrund von Gewissensbissen seiner Mutter gegenüber noch einen Umweg über Basel. Es scheint, als wisse er nicht, wie er ihr nach Jahren der Reise und vielen Monaten ohne Briefwechsel gegenübertreten solle, weshalb er die Verzögerung ausdehnt und drei Tage lang den Festivitäten zum eidgenössischen Schützenfest beiwohnt. In GH II hingegen bekommt er dieses nur am Rande mit, die langatmigen Ausführungen zum Fest und einige theoretische Überlegungen sind in der Überarbeitung größtenteils gestrichen. Leppmann findet ebendiese Ausführlichkeit der ersten Fassung „in höherem Grade störend“26. Der Lesende sei zu diesem Zeitpunkt einzig noch am Wiedersehen mit der Mutter interessiert, welchem eigentlich nichts mehr entgegenstehe.
Auch das Eintreffen des Protagonisten in der Heimatstadt ist sehr unterschiedlich gezeichnet: In GH I lässt Keller den Heimkehrer noch einmal auf die Stadt blicken, offensichtlich von demselben Berg aus, auf dem er vor seiner Reise stand: „Jetzt war er auf dem Berge angekommen, der gegenüber der Stadt lag“ (GH I, 890). Nichtsahnend lässt Keller ihn dann der Beerdigung seiner Mutter beiwohnen, indem er „mit den Leuten, die ihn nicht kannten, in das kleine Kirchlein [trat] und (…) deutlich den Geistlichen (…) den Namen seiner Mutter verkünden“ hört (GH I, 890). Die Beerdigung lässt nun die um drei Tage verzögerte Heimreise umso tragischer erscheinen, denn Heinrich kommt nur um ebendiese wenigen Tage zu spät. In GH II scheint Keller die Heimreise Heinrichs nicht mehr zu verzögern, er kommt ebenso nichtsahnend in Zürich an, findet jedoch seine Mutter zwar schwerkrank, aber lebend vor und kann sie bei ihren letzten Atemzügen begleiten: „Sie (…) richtete einen langen fragenden Blick auf mich (…); das Wort aber, (…) brachte sie nicht mehr hervor.“ (GH II, 875). Er kommt zwar spät, aber nicht zu spät. Gerade dass der Sohn noch einige letzte Momente mit seiner Mutter teilen kann, scheint Grund und Ausgangslage für den weiteren Verlauf der Handlung zu sein, in der Heinrichs Figur Lösung und Zufriedenheit erfährt. In der ersten Fassung verstirbt Heinrich Lee sehr schnell und plötzlich nach dem Tod der Mutter, nur für einen kurzen Besuch bei den Verwandten bleibt noch Zeit; ein Brief an den Grafen bleibt von diesem unbeantwortet. Heinrichs Schuldgefühle reiben ihn auf, sodass „sein Leib und Leben brach“ (GH I, 897) und er innerhalb weniger Tage verstirbt. Der Roman endet mit der Beerdigung des Protagonisten: „Es war ein schöner und freundlicher Sommerabend, als man ihn mit Verwunderung und Teilnahme begrub, und es ist auf seinem Grabe ein recht frisches und grünes Gras gewachsen.“ (GH I, 898) Kaiser analysiert diesbezüglich treffend: „Die Mutter liegt beim längst verstorbenen Vater; der Sohn bei der toten Mutter, der nachzufolgen er es so eilig hat, wie er die Heimkehr zur lebenden vertrödelte.“27
All diese sehr zufällig wirkenden und zeitlich knapp aufeinanderfolgenden Begebenheiten sind in der zweiten Fassung verändert, wenngleich nicht minder konstruiert und zufällig. Es wird deutlich, dass Heinrich Lee mit dem Tod seiner Mutter in GH II weitaus emotionaler umgeht und trauert, indem er beispielsweise eine Nacht am Totenbett der Mutter verbringt. Er stöbert außerdem in ihrem Nachlass und entdeckt darin für ihn unbekannte Facetten an seiner Mutter, als er Bücher, Schmuck und einen nicht abgeschickten Brief findet. Gerade der Brief ist ein wichtiger Moment für die weitere Handlung, da die Mutter darin reflektiert, ob, wieso und in welcher Form sie bei Erziehung ihres Sohnes Fehler gemacht habe. Sie überlegt, „ob nicht mich, die Mutter, die Verschuldung trifft, insofern ich (…) das Kind zu einer schrankenlosen Freiheit und Willkür anheimgestellt habe“ (GH II, 881) und ob sie nicht hätte „suchen sollen, daß (…) der Sohn einem sicheren Erwerbsberufe zugewendet wurde, statt ihn, der die Welt nicht kannte, unberechtigten Liebhabereien zu überlassen, die nur geldfressend und ziellos sind“ (GH II, 881). Heinrich erfährt dadurch nach ihrem Tod, welches Leid er seiner Mutter mit seinem Lebensstil angetan hat. Auch wenn die beiden Familienmitglieder kein Wort mehr miteinander wechseln können, bekommt der Sohn durch den Brief die aufgeschriebenen Selbstvorwürfe der Mutter mit.
Von großer Bedeutung ist weiterhin, dass Heinrich Lee in GH II nicht nur einen bürgerlichen Beruf ergreift, indem er ein Oberamt der Gemeindeverwaltung übernimmt und später noch „ohne [sein] Zutun und gegen [seinen] Wunsch, zum Vorsteher des Amtskreises“ (GHII, 888) befördert wird, sondern auch, dass er Judith wieder trifft. Judith, die in der Jugendgeschichte eine Figur der erotischen Jugendliebe darstellt, kehrt im letzten Kapitel der zweiten Fassung nach zehn Jahren aus Amerika zurück in die Schweiz und reißt damit Heinrich aus einer depressiven Lebensphase, in der ihn Suizidgedanken umtreiben: „Zuweilen regte sich, und immer vernehmlicher, der Wunsch, gar nicht mehr dazusein [sic.].“(GH II, 889). Die kurz zuvor in einem Brief des Grafen aufgelöste Geschichte um Dortchen, lässt Heinrich „die Geister der Leidenschaft“ (GH II, 886) in ihm bannen und er kommt endlich von der unglücklichen Liebe zu dem Mädchen los. Judith kommt also just im richtigen Moment und beschert ihm mit ihrer Rückkehr und der darauffolgenden Nähe „Jugendglück, Heimat, Zufriedenheit“ (GH II, 892). Beide stellen die nie unterbrochene Verbindung zueinander fest, Judith verkündet: „Du liegst mir einmal im Blut, und ich habe dich nie vergessen, da jeder Mensch etwas haben muß, woran er ernstlich hängt!“ (GH II, 896) Und Heinrich erklärt: „Du hast mich erlöst, Judith, und dir danke ich’s (…); dafür bin ich dein, solang ich lebe!“ (GH II, 898) Dennoch gehen die beiden letztlich keine feste Bindung ein, es kommt nicht zu einer Hochzeit beider Figuren. Sie verbringen hingegen weitere zwanzig Jahre gemeinsam, sehen sich „zuweilen täglich, zuweilen wöchentlich, zuweilen des Jahres nur einmal, wie es der Lauf der Welt mit sich brachte“ (GH II, 901), bis Judith an einer Kinderkrankheit verstirbt. Der Roman in der zweiten Fassung endet also nicht mit dem Tod Heinrichs, sondern dem Tod Judiths und dem metanarrativen Bericht, dass Heinrich die Fortsetzung seiner Lebensgeschichte nach der bereits verfassten Jugendgeschichte ihretwegen weiterverfolgte, „um noch einmal die alten grünen Pfade der Erinnerung zu wandeln“ (GH II, 902).

### Lösung oder Läuterung?
Um auf die eingangs gestellte Frage zurückzukommen, inwieweit man die beiden Schlussversionen als offenen bzw. geschlossenen Schluss klassifizieren kann, sollen nun die vorangegangenen Erkenntnisse zusammengefasst werden. Inhaltlich bleibt diese Diskussion strittig, ist doch der Tod des Protagonisten augenscheinlich zunächst immer die abgeschlossenste Form einer Lebensgeschichte. Heinrich Lee existiert am Ende von GH I nicht mehr weiter, er hinterlässt keine Familie, hat keine engen Beziehungen zu anderen Freunden oder Bekannten, die nun brechen, und er besitzt nicht einmal eine Unterkunft. Seine Geschichte ist eindeutig zu Ende erzählt, eine Argumentation als geschlossener Schluss ist daher plausibel, sie soll jedoch im Folgenden noch in Frage gestellt werden. Im Gegensatz dazu steht das Weiterleben Heinrichs in GH II. Seine Lebensgeschichte könnte hier am Ende des Romans noch weiter gehen, man könnte also für eine Offenheit des Romans argumentieren. Dennoch bleibt das Gefühl, dass Heinrich zwar nicht stirbt, aber sein weiterer Lebensweg keine Abenteuer mehr erwarten lässt. In relativ monotoner Gleichgültigkeit füllt Heinrich Lee gewissenhaft sein Verwaltungsamt aus und wird dies erwartbar auch nach Judiths Tod weiter tun. Das Ende ist daher insofern abgeschlossen, dass der Lesende das Gefühl vermittelt bekommt, die kommende Geschichte sei nicht mehr lesenswert, da nichts spannendes mehr erzählt werden könne. Das Abenteuer von Heinrichs Bildungsreise ist beendet, abgeschlossen. Was dem Schluss in GH II weitere, eindeutige Merkmale des geschlossenen Endes zuweist, sind die zahlreichen Handlungsstränge, die zu Ende erzählt werden: Das Schicksal einiger Figuren wird klar aufgezeigt, allen voran das von Dortchen. Ihre vergangene Geschichte wird aufgelöst, ihre weitere angekündigt. Der alte Freund Eriksson kommt in einem Brief noch einmal zu Wort, sein weiteres Leben, nachdem sich die gemeinsamen Wege von ihm und Heinrich trennten, wird erläutert und auch Judiths vergangene zehn Jahre werden zusammenfassend erklärt. Gleiches gilt für die Figur der Mutter und des Nachbarn. All diese Handlungsstränge werden in den Schlusskapiteln in GH II – im Gegensatz zur ersten Fassung, die diese Erzählstränge offen lässt – noch einmal aufgegriffen und zusammengefasst. GH II ist in den einzelnen Handlungen also weitaus abgeschlossener als GH I. Somit steht das radikale Schließen des Romans in Form des Todes dem kleinschrittigeren Schließen in verschiedenen Episoden gegenüber. Beide Versionen sind daher auf eigene Weise geschlossene, gleichzeitig aber auch offene Schlüsse.
Auch das Tempo der aufeinanderfolgenden Handlungen in den Schlusskapiteln ist unterschiedlich. Während in GH I die letzten Berichte schnell aufeinander folgen, nimmt sich Keller mehr Zeit für den Abschied von Heinrich in GH II. Es vergehen mehrere Jahrzehnte nach dem Tod der Mutter und auch die Erzählung selbst erstreckt sich über beinahe doppelt so viele Seiten. Das rasante Ende der ersten Fassung trifft den Lesenden relativ unerwartet, da „der kellerische Roman (…) bestimmt [ist] den Inhalt eines ganzen Lebens aufzunehmen, (…) er ist so umfassend angelegt, dass man im Gegenteile hier die Katastrophe in der ersten Fassung alsein launisches Abbrechen des Dichters empfand, als eine den breiten Fundamenten des Gebäudes nicht entsprechende Krönung.“50 Leppmann zufolge wird das breitere Ende in GH II dem Roman also weitaus mehr gerecht. Dieses schnelle Schließen sowie die Tatsache, die Lesererwartungen zu täuschen, indem der Held plötzlich und unerwartet stirbt, kann also wiederum als Merkmal für einen offenen Schluss herangezogen werden.
Der Protagonist erfährt in beiden Fassungen in Teilen also sowohl eine Lösung, als auch ein Läuterung: Er muss die Schuld am Tod der Mutter tragen, bekommt beide Male allerdings auch einen Ausweg aufgezeigt – in GH I ist dieser der Tod, in GH II seine zurückkehrende Jugendliebe. Beide Fassungen weisen daher Merkmale für beide Arten des Schließens auf.

## Aufbau

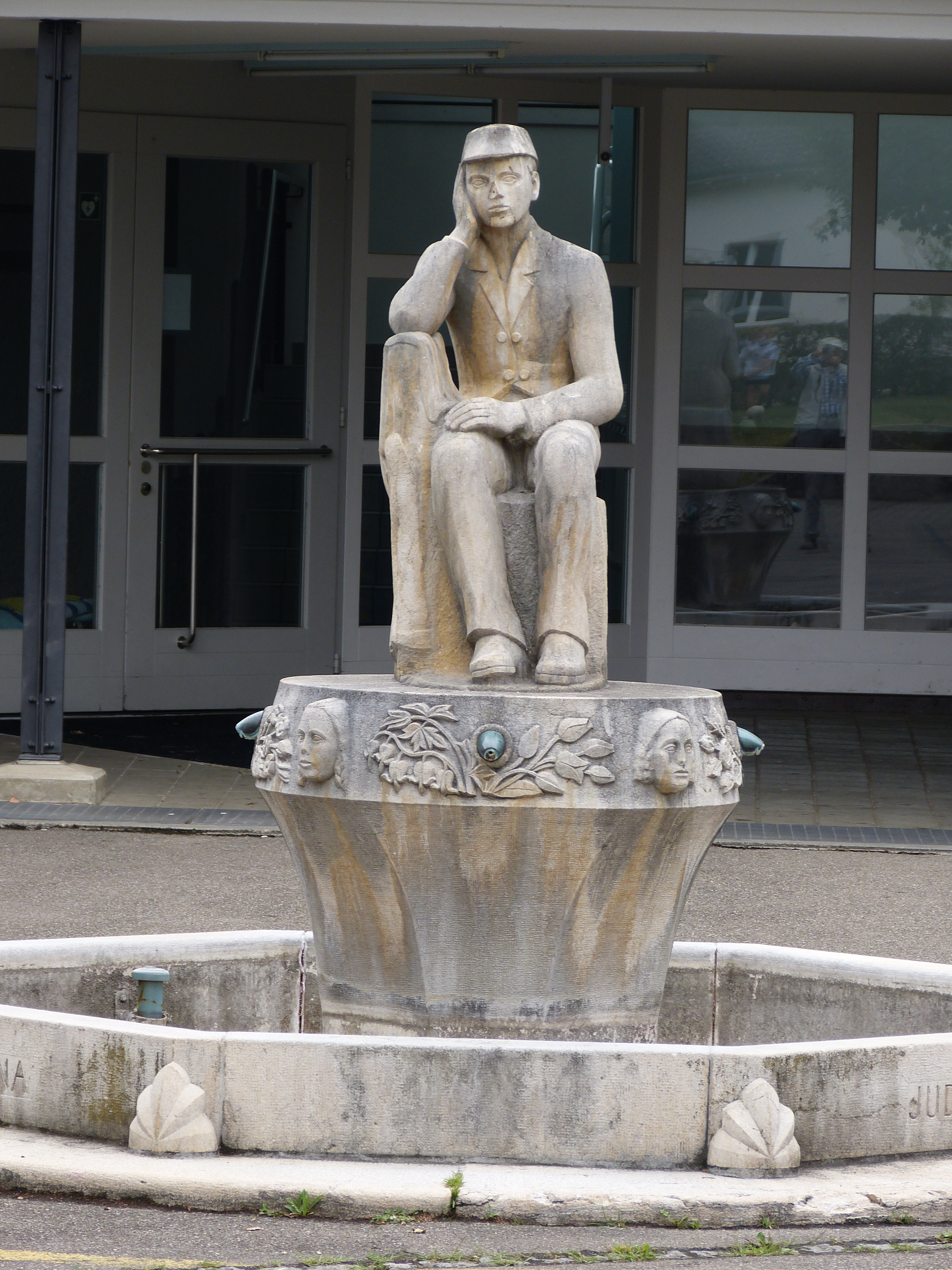
Grüner-Heinrich-Brunnen in Glattfelden von Ernst Heller, 1941

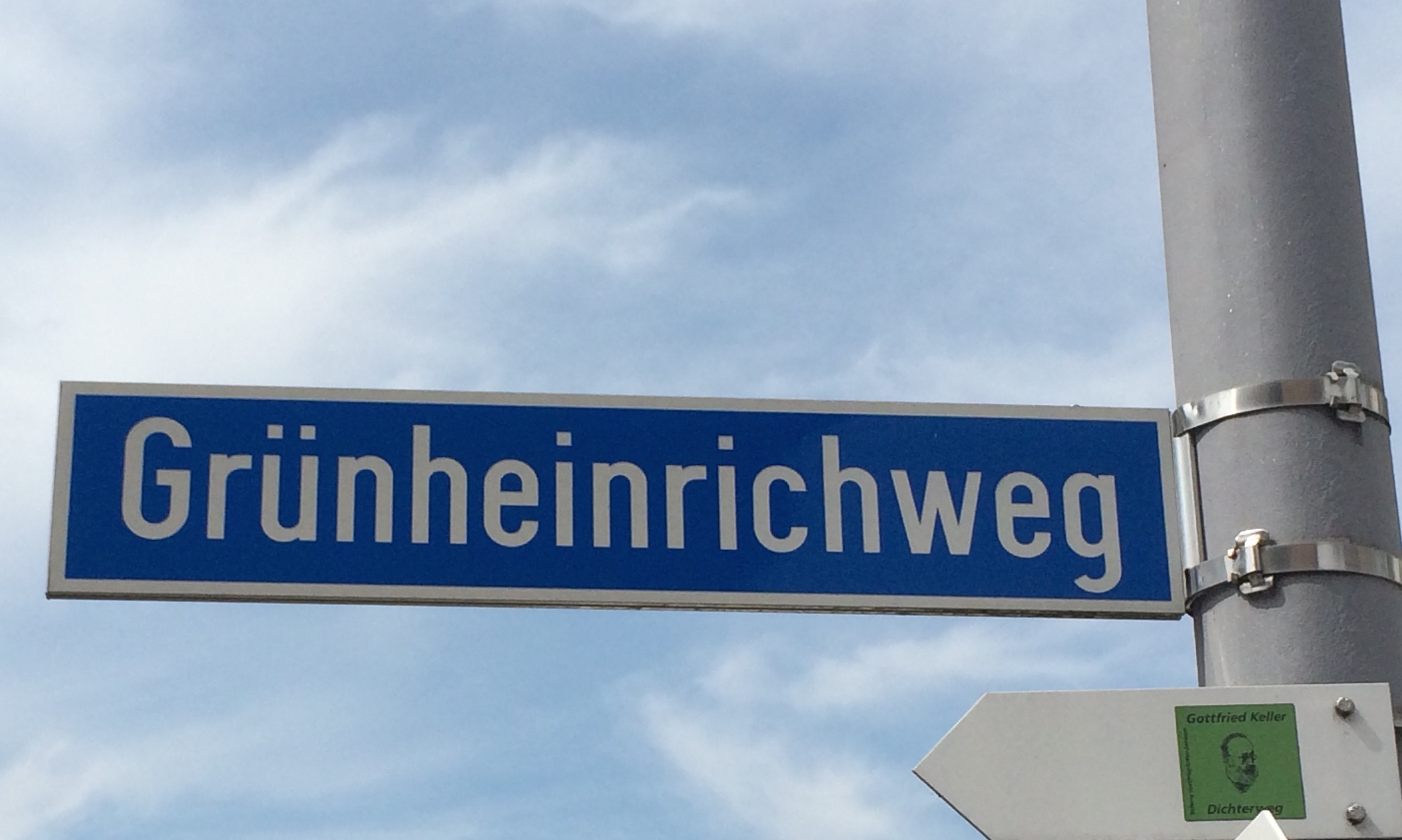
Strassenschild in Glattfelden

Der Roman Der grüne Heinrich erzählt den Bildungs-/Lebensgang eines jungen Menschen. Der Lebensgang wird als eine sinnvoll nacheinander zusammenhängende Entwicklung dargestellt. Diese Aufbauform bezeichnet man als eine einsinnige Lebenskurve. In der ersten Fassung des Grünen Heinrich von 1854/55 wird die chronologische Reihenfolge der Handlungen durch die eingefügte Jugendgeschichte umgestellt. Die erste Fassung beginnt mit dem achtzehnjährigen Heinrich Lee, der nach München aufbricht, und dann wird rückgreifend seine Kindheit und Jugend erzählt. In der zweiten Fassung des Grünen Heinrich von 1879/80 wird die chronologische Reihenfolge der Handlungen durchgehend eingehalten. Gottfried Keller wird somit erst in der zweiten überarbeiteten Fassung der Aufbauform der einsinnigen Lebenskurve gerecht.

## Politisches
In beiden Fassungen äußert der Held des Romans bei der Heimkehr in die Schweiz, angesichts der konfessionellen Verschiedenheit ihrer Kantone und der 1847/1848 erfolgten Umwälzungen, Gedanken zum wechselseitigen Verhältnis von Mehrheit und Minderheit in gesellschaftlichen Strukturen:

„[…] und rüstig drauf aus ist, das edle Wild der Mehrheit erjagen zu helfen, von der er selbst ein Theil, die ihm aber deswegen nicht theurer ist, als die Minderheit, die er besiegt, weil diese hinwieder mit der Mehrheit vom gleichen Fleisch und Blut ist. […]
 Daß große Mehrheiten von einem einzigen Menschen vergiftet und verdorben werden können und zum Danke dafür wieder ehrliche Einzelleute vergiften und verderben, – daß eine Mehrheit, die einmal angelogen, fortfahren kann, angelogen werden zu wollen, und immer neue Lügner auf den Schild hebt, als wäre sie nur ein einziger bewußter und entschlossener Bösewicht, – daß endlich auch das Erwachen des Bürgers und Bauersmannes aus einem Mehrheitsirrthum, durch den er sich selbst beraubt hat, nicht so rosig ist, wenn er in seinem Schaden dasteht, – das alles bedachte und kannte ich nicht.“

## Paralipomenon und Interpretation
Der Autor schreibt in einem Exposé an den Verleger Vieweg am 3. Mai 1850:

„Die Moral meines Buches ist: daß derjenige, dem es nicht gelingt, die Verhältnisse seiner Person und seiner Familie im Gleichgewicht zu erhalten, auch unbefähigt sei, im staatlichen Leben eine wirksame und ehrenvolle Stellung einzunehmen. Die Schuld kann in vielen Fällen an der Gesellschaft liegen, und alsdann wäre freilich der Stoff derjenige eines sozialistischen Tendenzbuches. Im gegebenen Falle aber liegt sie größtenteils im Charakter und dem besonderen Geschicke des Helden und bedingt hierdurch eine mehr ethische Bedeutung des Romans. Unternehmung und Ausführung desselben sind nun nicht etwa das Resultat eines bloß theoretischen tendenziösen Vorsatzes, sondern die Frucht eigener Anschauung und Erfahrung. Ich habe noch nie etwas produziert, was nicht den Anstoß dazu aus meinem inneren oder äußeren Leben empfangen hat, und werde es auch ferner so halten; daher kommt es, daß ich nur wenig schreibe, und weiß wirklich gegenwärtig nicht zu sagen, ob ich je wieder einen Roman schreiben werde oder nicht. Eigene Novellen ausgenommen habe ich für die Zukunft nur dramatische Arbeiten im Auge.
Mein Held ist ein talent- und lebensvoller junger Mensch, welcher, alles Gute und Schöne schwärmend, in die Welt hinauszieht, um sich sein künftiges Lebensglück zu begründen. Er sieht alles mit offenen klaren Augen an und gerät als ein liebenswürdiger lebensfroher Geselle unter allerlei Leute, schließt Freundschaften, welche einem Charakterbilde zur Ergänzung dienen, und berechtigt zu großen Hoffnungen. Als aber die Zeit naht, wo er sich in ein festes geregeltes Handeln, in praktische Tätigkeit und Selbstbeherrschung finden soll, da fehlt ihm dieses alles. Es bleibt bei den schönen Worten, einem abenteuerlichen Vegetieren, bei einem passiven ungeschickten Umhertreiben. Er bringt dadurch sich und seine Angehörigen in äußerstes Elend, während minder begabte, aber aufmerksame Naturen aus seiner Umgebung, welche unter ihm standen, reüssieren und ihm über den Kopf wachsen. Er gerät in die abenteuerlichste, traurigste Lage, abgeschnitten von aller Welt. […]

Da, wie gesagt, der Roman ein Produkt der Erfahrung ist, ausgenommen der unglücklichen Katastrophe am Schlusse, so glaube ich mir schmeicheln zu können, daß er kein fades Tendenzbuch sein wird. Es ist wohl keine Seite darin, welche nicht empfunden worden ist.“

Der Kommentator der Edition vom Deutschen Klassiker Verlag stellt zu Heinrichs Werdegang folgende Kausalkette auf::996

„Aus der Vaterlosigkeit geht das Schicksal des grünen Heinrich, so die Selbstdeutung des Romans, mit innerer Notwendigkeit hervor: Weil er seinen Vater verloren hat, kann er nicht richtig erzogen werden. Weil er nicht richtig erzogen werden kann, wird er zum Außenseiter, Träumer und Phantasten. Weil er deswegen nicht arbeiten lernt, muß sich die Mutter für ihn noch als Erwachsenen abarbeiten.“

Weiter::1013

„In äußerster Schärfe offenbart das Werk den Grundwiderspruch der bürgerlichen Gesellschaft, der darin besteht, daß sie die Menschen unter das Postulat der Selbstverwirklichung stellt, ihnen gleichzeitig jedoch die Mittel und Wege dazu verwehrt.“

## Autobiographische Züge
Der grüne Heinrich ist ein Roman autobiographischer Natur. Das bedeutet, dass der Autor Gottfried Keller sich durch das Schreiben mit seiner eigenen Lebens- und Entstehungsgeschichte auseinandersetzt, diese so verarbeitet und gewisse Elemente aus ihr in das Werk einfließen lässt. Der Fokus liegt hierbei nicht beim Erzählen einer willkürlichen Geschichte, in die autobiographische Elemente eingearbeitet werden; der erste Anlass zum Schreiben ist biographischer Natur. Im Fall von Der grüne Heinrich ist die Geschichte von Heinrich Lee im Roman nicht komplett identisch mit der Lebensgeschichte Gottfried Kellers, jedoch schafft Keller im Zuge der Erzählung ein „zweites Ich“, welches sich mit dem ersten (eigenen) Ich teilweise kritisch auseinandersetzt. Er erzählt mit dem Roman also die Jugendgeschichte eines fiktiven Helden bzw. Antihelden mit autobiographischen Anlehnungen an selbst Erlebtes. Durch diesen Prozess hat Gottfried Keller die Möglichkeit, Chancen, die er in seinem eigenen Leben nicht ergriffen hat und Probleme, die er nicht gelöst hat, aufzuarbeiten oder sie sogar zu lösen. Die in seinen Augen misslungenen Aspekte und Entscheidungen seines Lebens sind hier also die Voraussetzung für das Gelingen des Schreibens im grünen Heinrich.
Überschneidungen zwischen den Biographien des Protagonisten Heinrich Lee und Gottfried Kellers selbst finden sich zuhauf im Laufe des Werkes. So setzt die Erzählung beispielsweise in Zürich ein, wo auch Keller selbst geboren wurde. Heinrich Lee wurde zu Beginn des Romans ebenso wie Gottfried Keller wegen ungebührlichen Verhaltens der Schule verwiesen. Heinrich Lee hegt den Plan, Landschaftsmaler zu werden und begibt sich daher in die Lehre beim wahnsinnigen Maler Römer. Landschaftsmaler war auch Gottfried Kellers erster Berufswunsch; er begibt sich in die Lehre bei einem gewissen Rudolf Mayer. Heinrich Lee erhält zusätzlich zu seinem nicht vorhandenen Talent auch noch eine unzureichende Ausbildung in Malerei, was zum Scheitern seines Berufsziels im Roman führt. Auch Keller selbst wurde nur schlecht ausgebildet. Obwohl sowohl Heinrich Lee im Roman als auch Gottfried Keller im wahren Leben im Laufe ihres Lebens nach München zogen, sterben schließlich beide in Zürich, womit sich der Kreis schließt.
"Haus Ahr" in Voerde am Niederrhein war regional bekannt wegen einer Liebesromanze Kellers, der sich in die damals 24-jährige Tochter des Hausvaters, Betty Tendering, verliebt hatte, aber auf keine Gegenliebe traf. Das Haus existiert nicht mehr, ein restaurierter Dachreiter dient heute als ortsnaher Erinnerungspunkt.

## Rezeption
Der grüne Heinrich wurde in die ZEIT-Bibliothek der 100 Bücher aufgenommen.
Nach dem Roman wurde 1981 in Dresden-Gorbitz eine Wohngebiets-Gaststätte mit 450 Plätzen benannt, welche das Herz des neuen Stadtteils Neu-Gorbitz darstellte. Die Grundsteinlegung zur Gaststätte am 21. August 1981 war zugleich die Grundsteinlegung für das neue Wohngebiet mit geplant 45.000 Bewohnern. Der Roman wurde als Namensgeber ausgewählt, weil sich bis dahin eine Gottfried-Keller-Straße in der Nähe befand, die durch die neue Plattenbausiedlung überbaut wurde. Trotz der Bemühungen der Gorbitzer Bürger Initiative um Mister Gorbitz Mathias Körner wurde dieses ehemalige Bebauungszentrum im August 2021 abgerissen, um einem Hochhaus Platz zu machen.

### Erstausgabe Erste Fassung
- Der grüne Heinrich. 4 Bände. Vieweg, Braunschweig 1854–1855.
  - Band 1. Vieweg, Braunschweig 1854. (Digitalisat und Volltext im Deutschen Textarchiv)
  - Band 2. Vieweg, Braunschweig 1854. (Digitalisat und Volltext im Deutschen Textarchiv)
  - Band 3. Vieweg, Braunschweig 1854. (Digitalisat und Volltext im Deutschen Textarchiv)
  - Band 4. Vieweg, Braunschweig 1855. (Digitalisat und Volltext im Deutschen Textarchiv)

### Aktuelle Ausgaben
- Carl Hanser Verlag, München / Wien 1981, Sonderausgabe. Die Bibliothek deutscher Klassiker, Band 54, Harenberg Kommunikation, 1982, 768 Seiten.
- Der grüne Heinrich. Erste Fassung. Herausgegeben von Thomas Böning und Gerhard Kaiser. Band 2 in: Gottfried Keller: Sämtliche Werke in sieben Bänden. Herausgegeben von Thomas Böning, Gerhard Kaiser, Kai Kauffmann, Dominik Müller und Bettina Schulte-Böning. Deutscher Klassiker Verlag, Frankfurt am Main 1985, ISBN 3-618-60920-5 (Taschenbuchausgabe 2007, ISBN 978-3-618-68023-9)
- Der grüne Heinrich. Zweite Fassung. Herausgegeben von Peter Villwock. Band 3 in: Gottfried Keller: Sämtliche Werke in sieben Bänden. Herausgegeben von Thomas Böning, Gerhard Kaiser, Kai Kauffmann, Dominik Müller und Peter Villwock. Deutscher Klassiker Verlag, Frankfurt am Main 1996, ISBN 3-618-60930-2
- Historisch-kritische Gottfried Keller-Ausgabe, Band 11. Der grüne Heinrich (1854/55) Bände 1 und 2, hrsg. von Walter Morgenthaler … 2005.
- Historisch-kritische Gottfried Keller-Ausgabe, Band 12. Der grüne Heinrich (1854/55) Bände 3 und 4, hrsg. von Walter Morgenthaler … 2005.

### Sekundärliteratur
- Gunnar Gullaksen: Gottfried Kellers Roman „Der grüne Heinrich“. Entwicklung und Bildung im Spiegel der Erzählweise. Bergen 1982.
- Thomas Heckendorn: Das Problem des Selbst in Gottfried Kellers Grünem Heinrich. Lang, Bern u. a. 1989, ISBN 3-261-04127-7, zugl. Dissertation Universität Basel.
- Clemens Heselhaus: Nachwort zu Keller, „Der grüne Heinrich“; München 1977
- Georg Lukács: Gottfried Keller. In: Ders.: Die Grablegung des alten Deutschlands. Reinbek 1967, S. 21–92.
- Burkhard Meyer-Sickendiek: Der Prototyp des Berufsjugendlichen: Gottfried Kellers Postadoleszenzroman „Der Grüne Heinrich“. In: Zwischenzeit, Grenzüberschreitung, Aufstörung – Bilder von Adoleszenz in der deutschsprachigen Literatur. Hrsg. von Carsten Gansel und Pawel Zimniak, Universitätsverlag Winter, Heidelberg 2011, S. 241–263.
- F. Hunziker: Glattfelden und Gottfried Kellers Grüner Heinrich; Zürich und Leipzig 1911.
- H. Laufhütte: Wirklichkeit und Kunst in Gottfried Kellers Roman 'Der grüne Heinrich’ ; Bonn 1969.
- Ch. Tanzmann: Im Windschatten der Mutter. Beziehungsstrukturen und Beziehungsprobleme in Gottfried Kellers „Der grüne Heinrich“. Tectum-Verlag, Marburg 2009.
- Gottfried Keller. Sämtliche Werke. Historisch-kritische Ausgabe. Hrsg. von Walter Morgenthaler u. a. Band 19. Stroemfeld, Basel 2006.
- Carl Helbling (Hrsg.): Gottfried Keller. Gesammelte Briefe. Band 1–4. Bentelli, Bern 1950–1953.
- Gerhard Kaiser: Gottfried Keller. Das gedichtete Leben. Frankfurt a. M.: Insel Verlag 1981.
- Franz Leppmann: Gottfried Kellers 'Grüner Heinrich’ von 1854/5 und 1879/80. Beiträge zu einer Vergleichung. Ebering, Berlin 1902.
- Max Wehrli: Gottfried Kellers Verhältnis zum eigenen Schaffen. Francke, Bern 1965.
- Gustav Steiner: Der grüne Heinrich auf dem eidgenössischen Freischiessen zu Basel im Jahre 1844. In: Basler Jahrbuch 1950, S. 162–194.

## Verfilmung
- Der grüne Heinrich, Film von Thomas Koerfer nach Motiven des Romans von Gottfried Keller, Schweiz 1993